# Roger Byrne
Roger William Byrne (ur. 8 lutego 1929 w Manchesterze  – zm. 6 lutego 1958 w Monachium) – angielski piłkarz, gracz Manchesteru United i reprezentacji Anglii. Jeden z tzw. Dzieci Busby'ego, młodego zespołu budowanego przez menedżera Matta Busby'ego w połowie lat 50. Był w gronie ośmiu zawodników, którzy zginęli w katastrofie lotniczej w Monachium.
Byrne urodził się 8 lutego 1929 w Manchesterze. W dzieciństwie próbował sił w rugby, jednak zdecydował się postawić na futbol, toteż zapisał się do jednej z młodzieżowych drużyn Manchesteru United. W lidze zadebiutował w 1951 roku. Początkowo był skrzydłowym, jednak z czasem przekwalifikowany został na obrońcę. Stosunkowo szybko stał się podstawowym zawodnikiem drużyny, a po kilku latach - także jej kapitanem. Występując na lewej stronie boiska, zasłynął z nowoczesnego stylu gry, często przeprowadzał ataki na skrzydle, asystował przy wielu bramkach, inicjował ataki zespołu. W swoim pierwszym sezonie w lidze zdobył siedem goli, a ponadto sięgnął po mistrzostwo Anglii. Sukces ten powtórzył z drużyną w latach 1956 i 1957. W 1954 zadebiutował w reprezentacji Anglii, i podczas trzech lat gry zaliczył w niej 33 występy. Jego karierę przerwała katastrofa lotnicza w Monachium w 1958. Właśnie wtedy, na dwa dni przed swoimi 29. urodzinami, kapitan "Czerwonych Diabłów" zginął, podobnie jak jego siedmiu kolegów z drużyny. Gdyby przeżył, zostałby ojcem, gdyż osiem miesięcy po tragedii, na świat przyszedł jego syn, Roger Byrne Jr. Przez wielu uważany jest za najwybitniejszego kapitana w historii klubu.

## Sukcesy
Manchester United
- Mistrzostwo Anglii – 1952, 1956, 1957
- Tarcza Wspólnoty – 1952, 1956, 1957

## Literatura
- Seweryn Lipoński - "Słynne kluby piłkarskie" - Biblioteka Gazety Wyborczej